# Ripper

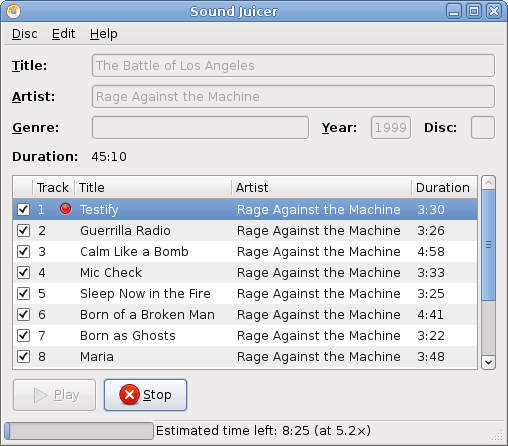
Sound Juicer, een cd-ripper

Een ripper (soms ook wel grabber genoemd) is een computerprogramma (software) om gegevens (meestal gaat het om audio- of videobestanden) te kopiëren naar een computer. De meest bekende soorten hiervan zijn cd-rippers en dvd-rippers.
Er bestaan veel programma's om audio-cd's en video-dvd's mee te rippen. Er bestaan zowel sharewarerippers als vrije rippers. Een voorbeeld van een vrije ripper is Sound Juicer.

## De kenmerken van cd-rippers
- De kwaliteit van een liedje kan ingesteld worden in kb/s.
- De bestandsindeling waarnaar de liedjes geript worden kan gekozen worden. Veelgebruikte formaten zijn MP3, WMA en Ogg Vorbis.

## De kenmerken van dvd-rippers
- Sommige mensen met een laptop gebruiken dvd-rippers om dvd's op de harde schijf op te slaan. Zo hoeven ze niet alle dvd's onderweg mee te nemen.
- Meestal kan er gekozen worden om een back-up van een dvd te maken, of enkel de film te rippen. Bij het laatste kan men zelf de taal waarin de film zich afspeelt kiezen, en de taal van de ondertiteling. Dit bespaart ruimte op de harde schijf.
- Men kan kiezen in welke bestandsindeling de dvd wordt geript. Veelgebruikte formaten en codecs zijn AVI, MPEG, WMV en Divx.
- Men kan meestal het volume voor het rippen aanpassen.